# Zoya Lynch
Zoya Lynch (* 20. Februar 1991) ist eine ehemalige kanadische Skispringerin.

## Werdegang
Lynch, die für den Altius Nordic Ski Club startete, gab ihr internationales Debüt am 23. Juli 2004 im Rahmen des Skisprung-Continental-Cups in Park City. Obwohl sie bereits in den ersten zwei Springen mit Rang 21 und 22 in die Punkteränge sprang und damit in der Gesamtwertung Rang 37 belegte, dauerte es zwei weitere Jahre bis zu ihrem nächsten Start auf gleicher Schanze. Auch im Juli 2006 gelangen ihr mit den Plätzen 20 und 22 zwei gute Platzierungen innerhalb der Punkteränge. Auch bei den Springen in ihrer Heimat Calgary überzeugte Lynch mit zwei Top-20-Platzierungen.
In ihren ersten Springen außerhalb Nordamerikas im August 2006 verpasste Lynch in Klingenthal und Pöhla die Punkteränge. Nach sechs Monaten Pause kam sie im Februar 2007 zurück in den Continental Cup. Dabei gelang ihr erst im vierten Springen in Baiersbronn wieder der Sprung in die Punkteränge. Auch in ihrem letzten Springen der Saison 2006/07 in Schonach im Schwarzwald gelang ihr eine gute Platzierung, so dass sie am Ende mit 56 Punkten Rang 41 der Gesamtwertung erreichen konnte.
Nachdem sie im Sommer 2007 erneut bei allen Springen in Europa die Punkteränge verpasste, gelangen ihr in Lake Placid und Park City wieder gute Platzierungen. Darunter mit Rang 15 auch die beste Einzelplatzierung der Karriere. In die Wintersaison 2007/08 startete Lynch erst im Februar 2008 in Breitenberg. In Baiersbronn gelang es ihr das einzige Mal in der Wintersaison, die Punkteränge zu erreichen. Bei den Nordischen Junioren-Skiweltmeisterschaften 2008 in Zakopane kam Lynch über den 25. Platz im Einzelspringen nicht hinaus.
Nach der Saison 2007/08, in der sie mit Rang 34 der Gesamtwertung ihre beste Saisonleistung erreichte, beendete Lynch ihre aktive Skisprungkarriere. Nach dem Karriereende wechselte Lynch zum Tiefschnee-Skifahren und produziert Filme darüber. Zudem ist sie als Skilehrerin tätig.
Lynch engagierte sich bereits im Vorfeld der Olympischen Winterspiele 2010 in Vancouver für die Berechtigung und Aufnahme des Damen-Skispringens ins olympische Programm. Dafür zog sie mit ihrem Anwalt Ross Clark und weiteren Skispringerin, darunter Jessica Jerome und Lindsey Van vor den B.C. Court of Appeals in Vancouver.

## Zitate
“Every day when I go to jump it’s the closest thing to flying. I love everything about it. There are going to be little girls watching TV and saying, 'I want to fly too.'”

„Jeden Tag, wenn ich zum Springen gehe, ist es fast wie Fliegen. Ich liebe es. Da werden kleine Mädchen Fernsehen schauen und sagen, 'Ich will auch fliegen'“

## Statistik

### Continental-Cup-Platzierungen
| Saison  | Platz | Punkte |
| ------- | ----- | ------ |
| 2004/05 | 37.   | 19     |
| 2006/07 | 41.   | 56     |
| 2007/08 | 34.   | 63     |